# A.J. Pero
Anthony Jude Pero (New York, 14 oktober 1959 – Poughkeepsie, 20 maart 2015) beter bekend als A.J. Pero, was een Amerikaanse drummer, bekend van de metalbands Twisted Sister (sinds 1981) en Adrenaline Mob (sinds 2013/2014).

## Biografie
Nadat hij van de St. Peter's Boys High School was overgestapt naar de New Dorp High School omdat hij weigerde zijn lange haar te laten knippen, behaalde hij in 1977 zijn diploma. Hoewel hij als jazzdrummer begon, stapte hij later over naar zwaardere muziek in de stijl van Rush en Led Zeppelin. Na zijn diplomering werkte hij als taxichauffeur en drumde hij in de lokale band Cities. In 1981 woonde hij een concert bij van Twisted Sister en hoorde hij dat ze een drummer zochten. Hij trad toe tot de band en maakte de hoogtijdagen mee. Met Twisted Sister had hij hits als We're not gonna take it en I wanna rock.
In 1985 verliet hij Twisted Sister om bij zijn oude band Cities te gaan spelen. Twisted Sister raakte in verval en werd in 1988 opgeheven. In 1997 kwam de band weer bij elkaar en Pero zou tot aan zijn overlijden deel van de groep uitmaken.
De metalband Adrenaline Mob lijfde Pero in 2013 in na het vertrek van hun drummer Mike Portnoy. In 2014 ging hij daadwerkelijk in Adrenaline Mob drummen. Op 20 maart 2015, tijdens een tournee, probeerden de bandleden Pero, die in de toerbus sliep, tevergeefs wakker te maken. Hij werd naar het ziekenhuis gebracht, waar hij werd doodverklaard, uitgaande van een vermoedelijke hartaanval.